# 바레인 U-23 축구 국가대표팀
바레인 U-23 축구 국가대표팀은 바레인을 대표하는 23세 이하 축구 국가대표팀으로 현재까지 하계 올림픽 본선에는 단 한번도 출전하지 못했다.

## 국제 대회 경력

### AFC U-23 아시안컵
현재까지 AFC U-23 아시안컵 본선 출전은 2020년 대회가 유일하며 그나마도 A조 최하위로 조별리그에서 탈락하긴 했지만 처음으로 출전한 이 대회에서 강호 이라크와 호주를 상대로 무승부를 거두며 선전하는 모습을 보여주었다.

### 아시안 게임
아시안 게임에는 총 4번 참가하여 이 중 2002년 대회에서 8강에 오르며 성인대표팀과 U-23 대표팀을 통틀어 아시안 게임 역대 최고 성적을 남겼고 2018년 대회에서는 대한민국에게 조별리그에서 당했던 0-6 대패의 충격을 딛고 16강에 오르는 기염을 토했다.

### 걸프 U-23 챔피언십
걸프 U-23 챔피언십에는 6번 모두 참가하여 이 중 홈에서 개최된 2013년 대회에서 사상 첫 U-23 국제 대회 우승컵을 들어올렸고 2008년과 2012년 대회에서는 준우승의 성과를 거두었다.

## 주요 대회 성적

### 올림픽
| 모든 연령의 선수 참가에서 23세 이하로 변경 |           |           |           |           |           |           |           |           |           |
| 1992년                                     | 예선 탈락 | 예선 탈락 | 예선 탈락 | 예선 탈락 | 예선 탈락 | 예선 탈락 | 예선 탈락 | 예선 탈락 | 예선 탈락 |
| 1996년                                     | 예선 탈락 | 예선 탈락 | 예선 탈락 | 예선 탈락 | 예선 탈락 | 예선 탈락 | 예선 탈락 | 예선 탈락 | 예선 탈락 |
| 2000년                                     | 예선 탈락 | 예선 탈락 | 예선 탈락 | 예선 탈락 | 예선 탈락 | 예선 탈락 | 예선 탈락 | 예선 탈락 | 예선 탈락 |
| 2004년                                     | 예선 탈락 | 예선 탈락 | 예선 탈락 | 예선 탈락 | 예선 탈락 | 예선 탈락 | 예선 탈락 | 예선 탈락 | 예선 탈락 |
| 2008년                                     | 예선 탈락 | 예선 탈락 | 예선 탈락 | 예선 탈락 | 예선 탈락 | 예선 탈락 | 예선 탈락 | 예선 탈락 | 예선 탈락 |
| 2012년                                     | 예선 탈락 | 예선 탈락 | 예선 탈락 | 예선 탈락 | 예선 탈락 | 예선 탈락 | 예선 탈락 | 예선 탈락 | 예선 탈락 |
| 2016년                                     | 예선 탈락 | 예선 탈락 | 예선 탈락 | 예선 탈락 | 예선 탈락 | 예선 탈락 | 예선 탈락 | 예선 탈락 | 예선 탈락 |
| 2020년                                     | 예선 탈락 | 예선 탈락 | 예선 탈락 | 예선 탈락 | 예선 탈락 | 예선 탈락 | 예선 탈락 | 예선 탈락 | 예선 탈락 |
| 합계                                       | 0/8       | 0         | 0         | 0         | 0         | 0         | 0         |           |           |

### 아시안 게임
| 아시안 게임 기록 | 아시안 게임 기록 | 아시안 게임 기록 | 아시안 게임 기록 | 아시안 게임 기록 | 아시안 게임 기록 | 아시안 게임 기록 | 아시안 게임 기록 | 아시안 게임 기록 | 아시안 게임 기록 |
| 년도             | 결과             | 순위             | 경기             | 승               | 무*              | 패               | 득점             | 실점             | 승점             |
| ---------------- | ---------------- | ---------------- | ---------------- | ---------------- | ---------------- | ---------------- | ---------------- | ---------------- | ---------------- |
| 2002년           | 8강              | 7위              | 4                | 2                | 0                | 2                | 10               | 6                | 6                |
| 2006년           | 조별리그         | 9위              | 3                | 2                | 0                | 1                | 7                | 3                | 6                |
| 2010년           | 조별리그         | 18위             | 3                | 0                | 1                | 2                | 2                | 5                | 1                |
| 2014년           | 불참             | 불참             | 불참             | 불참             | 불참             | 불참             | 불참             | 불참             | 불참             |
| 합계             | 7회 출전(7/11)   | 8강(1회)         | 23               | 6                | 4                | 13               | 31               | 51               | 22               |

### AFC U-23 챔피언십
| 연도   | 결과                              | 경기                              | 승                                | 무                                | 패                                | 득점                              | 실점                              |
| ------ | --------------------------------- | --------------------------------- | --------------------------------- | --------------------------------- | --------------------------------- | --------------------------------- | --------------------------------- |
| 2014년 | 예선 탈락                         | 예선 탈락                         | 예선 탈락                         | 예선 탈락                         | 예선 탈락                         | 예선 탈락                         | 예선 탈락                         |
| 2016년 | 예선 탈락                         | 예선 탈락                         | 예선 탈락                         | 예선 탈락                         | 예선 탈락                         | 예선 탈락                         | 예선 탈락                         |
| 2018년 | 예선 탈락                         | 예선 탈락                         | 예선 탈락                         | 예선 탈락                         | 예선 탈락                         | 예선 탈락                         | 예선 탈락                         |
| 2020년 | 조별리그                          | 3                                 | 0                                 | 2                                 | 1                                 | 3                                 | 8                                 |
| 합계   | 1/4                               | 3                                 | 0                                 | 2                                 | 1                                 | 3                                 | 8                                 |
| 순위   | AFC U-23 챔피언십 통산 순위: 19위 | AFC U-23 챔피언십 통산 순위: 19위 | AFC U-23 챔피언십 통산 순위: 19위 | AFC U-23 챔피언십 통산 순위: 19위 | AFC U-23 챔피언십 통산 순위: 19위 | AFC U-23 챔피언십 통산 순위: 19위 | AFC U-23 챔피언십 통산 순위: 19위 |

- 참고: AFC U-23 챔피언십이 올림픽 축구 아시아 지역 예선 역할을 한다.

## 같이 보기
- 바레인 축구 국가대표팀